# Vladimír Popelka
Vladimír Popelka (* 14. Oktober 1948 in Litomyšl) ist ein ehemaliger tschechoslowakischer Radrennfahrer und nationaler Meister im Radsport.

## Sportliche Laufbahn
Popelka war Bahnradsportler und Teilnehmer der Olympischen Sommerspiele 1972 in München. Mit Ivan Kučírek als Partner trat er auch im Tandemrennen an. Beide wurden auf dem 5. Rang klassiert.
1971 gewann er mit Ivan Kučírek den nationalen Titel im Tandemrennen. 1968 wurde er Vize-Meister mit Josef Kratina, 1969 mit Vladimír Vačkář, 1970, 1972 und 1973 mit Ivan Kučírek. Er bestritt mit der Nationalmannschaft Länderkämpfe im Bahnradsport gegen Frankreich, die DDR, Ungarn und die Sowjetunion.